# Idea Popular de Guinea Equatorial
Idea Popular de la Guinea Equatorial (IPGE), va ser un grup polític nacionalista i independentista de Guinea Equatorial, aparegut a la fi de la dècada de 1950.

## Ideologia
Les seves dues característiques fonamentals van ser la seva ideologia d'esquerres i la seva determinació d'unir o federar Guinea Equatorial i Camerun després de la independència. Aquest compromís d'annexió amb Camerun, anunciat i defensat per Maho en una conferència internacional en Ouagadougou, Alt Volta, i previst en l'article 3r dels seus estatuts, va restar a la IPGE suports dins de Guinea, fins que va ser suprimit en la reunió d'Ebolowa al març de 1962, a proposta d'Agustín Eñeso i Esteban Nsue Ngomo.

## Història

### Clandestinitat
Sorgit d'una escissió del MONALIGE (Moviment Nacional d'Alliberament de Guinea Equatorial), va ser constituït formalment entre 1958 i 1959 per exiliats ecuatoguineanos a Camerun, constituint un projecte interètnic; la seva executiva estava formada pels bubis Marcos Ropo Uri i Luis Maho Sicahá, el fernandino Gustavo Watson Bueco i els fangs Enrique Nvó, Pedro Ekong Andeme, Clement Ateba o José Nsue Angüe, entre d'altres.
Després de l'aprovació per part d'Espanya d'un decret pel qual els territoris equatoguineans es convertien en províncies espanyoles, del 10 de gener de 1958, la IPGE va convocar una reunió a Santiago de Baney a la qual van assistir-hi, entre d'altres, Felipe Ndjoli, Alberto Mbande, Federico Ebuka i Pastor Toraó, acordant un pla d'oposició a l'administració espanyola que incloïa fer arribar a l'Organització de Nacions Unides un escrit que denunciava la provincialización del país i exigia la independència. El treball de fer-ho arribar a l'ONU va ser encarregat a Enrique Nvo, amb el pla que viatgés a Camerun i utilitzés els seus contactes amb l'independentisme local, i els contactes internacionals d'aquests últims per a tal fi. Nvo va arribar al seu poble, Mbé, al districte de Micomeseng, on va creuar el riu Ntem, a la frontera amb la colònia francesa. A partir d'aquí va desaparèixer. Finalment, al juliol del mateix any, la IPGE va aconseguir presentar davant l'ONU una petició formal d'independència.

### Crisi
Això no obstant, Luis Maho Sicahá, que substituiria Enrique Nvo en la presidència del partit, va acceptar càrrecs al Govern regional autònom constituït per Bonifacio Ondó Edu en 1964; altres militants destacats es passarien al MUNGE (Moviment d'Unitat Nacional de Guinea Equatorial), liderat per Bonifacio Ondó.
En novembre de 1965, la IV Comissió de l'Assemblea de l'ONU, va aprovar un projecte de resolució en el que es demanava a Espanya que fixés al més aviat possible la data per a la independència de Guinea Equatorial. En desembre de 1966 el Consell de Ministres del Govern espanyol va acordar preparar la Conferència Constitucional. Diversos representants del partit van participar en aquesta Conferència Constitucional (1967-1968), que va elaborar la Constitució de 1968, entre ells Antonio Eworo, Martín Mbo Mguema i Jovino Edu Mbuy.

### Eleccions de 1968 i independència del país
A les eleccions generals de Guinea Equatorial de 1968 prèvies a la independència del país el partit va concórrer amb Francisco Macías Nguema com a capdavanter, obtenint 36.176 vots (39'6%) en la primera volta, i en la segona, amb el suport del partit Unió Bubi i el MONALIGE, 68.310 vots (62'3%), obtenint 8 diputats en l'Assemblea Nacional prevista per la Constitució de 1968. Posteriorment, sota la dictadura de Macías, el partit va ser dissolt i il·legalitzat.